# Шишкин, Роман Викторович
Роман Викторович Шишкин — сотрудник Министерства внутренних дел Российской Федерации, участник Первой чеченской войны, погиб при исполнении служебных обязанностей, кавалер ордена Мужества (посмертно).

## Биография
Роман Викторович Шишкин родился 18 сентября 1975 года в городе Таганроге Ростовской области. После окончания средней школы поступил в Таганрогское среднее профессионально-техническое училище № 32. Окончив его, поступил на службу в органы Министерства внутренних дел Российской Федерации, был стажёром на должность милиционера, затем милиционером-бойцом Отряда милиции особого назначения (ОМОН) при Управлении внутренних дел города Таганрога. Неоднократно ездил в командировки на Северный Кавказ, был награждён медалью Суворова.
В 1996 году, на завершающем этапе Первой чеченской войны, в составе таганрогского ОМОНа Шишкин был направлен в Чеченскую Республику. Вместе со своими товарищами он нём боевое охранение у Координационного центра Министерства внутренних дел Российской Федерации, расположенного в столице республики — городе Грозном. 5 августа 1996 года этот Центр подвергся нападению крупных сил сепаратистов. На протяжении шести дней сотрудники МВД РФ отражали ожесточённые атаки боевиков. 10 августа 1996 года, когда на подходе уже были федеральные войска, посланные с целью освобождения блокированного Центра, противник открыл по ним шквальный огонь. Шишкин, находясь в непосредственной близости от чеченской огневой точки, вёл прицельный огонь из автомата, стремясь вызвать на себя огонь. Получив смертельное пулевое ранение, он скончался на месте. Своими действиями он содействовал успешной деблокаде Координационного центра МВД РФ.
Похоронен в городе Таганроге Ростовской области.
Указом Президента Российской Федерации Роман Викторович Шишкин посмертно был удостоен ордена Мужества.

## Память
- В честь Шишкина названа одна из улиц города Таганрога[4].